# Landford Manor
Landford Manor (del inglés "Mansión Landford") es una mansión catalogada como Grado II* ubicada en Stock Lane, Landford, Wiltshire, Inglaterra, Reino Unido. Data de alrededor del año 1600, con el ala sur construida aproximadamente en 1680, y ampliaciones realizadas en 1885 y 1929. Está construida en ladrillo con aparejo inglés, con sillares y molduras de piedra caliza, un tejado de tejas y chimeneas de ladrillo. Originalmente fue construida para la familia Stanter. La familia Davenant añadió el ala sur y elevó la fachada alrededor de 1680. Los Eyre modificaron la fachada en 1717. En el siglo XIX, fue propiedad de la familia Nelson, famosa por Trafalgar. En el siglo XX, fue ampliada por Sir Frederick Preston.